# Atlanticus huangshanensis
Atlanticus huangshanensis är en insektsart som beskrevs av Shi, F-m. och Z. Zheng 1994. Atlanticus huangshanensis ingår i släktet Atlanticus och familjen vårtbitare. Inga underarter finns listade i Catalogue of Life.